# 皮奥伊州圣洛伦索
皮奥伊州圣洛伦索（葡萄牙語：São Lourenço do Piauí）是巴西皮奥伊州的一个市镇。总面积683.661平方公里，总人口4900人，人口密度7.2人/平方公里。